# Азадеган (организация)
Азадеган (перс. آزادگان‎) — иранская эмигрантская и подпольная антиисламистская организация сторонников династии Пехлеви. Создана после Исламской революции, вела вооружённую борьбу против исламской республики, за восстановление монархии в Иране. Выступала с позиций крайне правого национализма, монархизма, антиисламизма и антикоммунизма, имела выраженный национал-социалистический уклон. Со второй половины 1980-х прекратила свою деятельность, восстановлена как структура общедемократического характера. Основатель — шахский генерал Бахрам Арьяна.

## Создание и идеология
11 февраля 1979 одержала победу Исламская революция в Иране. К власти пришли исламские фундаменталисты во главе с аятоллой Хомейни. Установилась теократическая диктатура шиитского духовенства. Иранская армия, в том числе шахская гвардия, прекратила сопротивление и в значительной степени перешла на службу новому государству.
Однако многие иранские военные оказали сопротивление исламистскому режиму. Среди них был генерал Бахрам Арьяна — бывший командир гвардейской дивизии, начальник генштаба и командующий сухопутными войсками, находившийся в эмиграции из-за прежних конфликтов с Мохаммедом Реза Пехлеви (шах был недоволен ультраправыми позициями и властными амбициями генерала). Опираясь прежде всего на монархически настроенных офицеров, Арьяна создал организацию Азадеган. Название, взятое из Шахнаме Фирдоуси, означает Свободные духом (иногда — Рождённые свободными) — националисты считают это синонимом понятия иранцы.
Идеология организации формировалось под сильным влиянием взглядов генерала Арьяны — философа-зороастриста, крайнего националиста, приверженца арийской доктрины, непримиримого антиисламиста и антикоммуниста с национал-социалистическим уклоном. Лично Арьяна позиционировался не как монархист, а как националист и умеренный социалист. Но он считал, что лозунг восстановления династии Пехлеви консолидирует антихомейнистскую оппозицию. Ему действительно удавалось привлекать в Азадеган на объединяющей платформе национализма и антиисламизма представителей широкого спектра политических сил — от умеренно левых до крайне правых, не только монархистов, но и республиканцев. Тяготение к зороастризму не препятствовало членству мусульман. Несмотря на монархизм и даже национал-социализм, целью Азадеган провозглашалось «свержение коррумпированной диктатуры, установление демократии в Иране».
Видную роль в создании Азадеган сыграли представители антишахской правонационалистической оппозиции 1970-х. Сам Арьяна склонялся в идее выборной монархии. Лучшим кандидатом в главы правительства и государства он рассматривал своего сына Кира. Из-за этого сложно складывались отношения Азадеган с представителями семейства Пехлеви — длительные переговоры генерала Арьяны с шахбану Фарах не дали результатов.

## Структура и действия
Структуры Азадеган в основном базировались за границей, частично — в подполье внутри Ирана. Политический центр находился в Париже. Генерал Арьяна тесно сотрудничал с генералом Овейси в создании Армии освобождения Ирана (в этом участвовали также генерал Азхари, дипломат Захеди, принцесса Ашраф). Организация Азадеган координировала свою деятельность с Иранским движением сопротивления и Фронтом освобождения Ирана. Помощь Азадеган оказывал последний шахский премьер-министр Ирана Шапур Бахтияр. С организацией Бахтияра НАМИР был установлен военно-политический союз.
По данным независимых источников, численность Азадеган составляла около 2 тысяч человек; лидеры организации говорили о 12 тысячах. Ближайшими соратниками Бахрама Арьяны в руководстве Азадеган являлись адмирал шахского флота Камаль Хабиболлахи, офицеры шахской армии Джамшид Хасани и Хасан Мохтари, шахский дипломат Асад Хомаюн.
Крупнейшей акцией Азадеган стал захват ракетного катера Tabarzin — построенного во Франции для иранских ВМС по договору с шахским правительством и направленного в Иран уже при Хомейни. По приказу генерала Арьяны 13 августа 1981 боевики адмирала Хабиболлахи захватили судно близ испанского порта Кадис и привели в Тулон. Иранское правительство объявило это актом пиратства, однако французские власти предоставили убежище активистам Азадеган. На пресс-конференции неделю спустя Хабиболлахи анонсировал продолжение атак на режим Хомейни. Он также выразил поддержку Шапуру Бахтияру (последний премьер шахской монархии) и осудил Абольхасана Банисадра (первый президент исламской республики), незадолго до того бежавшего из Ирана во Францию. При этом адмирал подчёркивал главенствующую роль Арьяны. Однако шахбану Фарах направила поздравление с удачной акцией Джамшиду Хасани — но не Бахраму Арьяне из-за противоречий по династическому вопросу.
Сухопутные вооружённые формирования Азадеган базировались в Турции и Ираке, оперативный штаб расположился в турецком городе Ван (несмотря на официальный запрет премьер-министра Турции Бюлента Улусу). Отсюда наносились военные удары по исламской республике, вооружённые акции совершались и внутри Ирана.
Однако с определённого момента осложнились отношения ведущих военных руководителей оппозиции — генерала Арьяны и генерала Овейси. Одной из причин стали разногласия касательно расходования субсидии в миллион долларов, полученной через посредство Бахтияра. Это подрывало общие усилия.

## Прекращение и преобразование
21 июля 1985 скончался Бахрам Арьяна (за год с небольшим до того был убит Голям Али Овейси). Это нанесло сильный удар по Азадеган с её вождистским устройством. Постепенно деятельность организации практически сошла на нет.
Восстановление организации произошло на рубеже 1990—2000-х, в иной обстановке с иными целями и методами. Был учреждён Фонд Азадеган с девизом Борьба за демократические перемены в Иране. Эта организация выступает с общедемократической и правозащитной программой. Президент Фонда Азадеган — Асад Хомаюн.
Эмблема Азадеган — модернизированный Фаравахар в виде силуэта орла, символизирующий непрерывность иранской национальной традиции.